# Paul Burgess (batterista)
Paul Burgess (Manchester, 28 settembre 1950) è un batterista britannico noto prevalentemente nell'ambito del rock progressivo.

## Biografia
Iniziata la carriera sul finire degli anni 1960, e nel 1973 si unì ai 10cc, e vi rimase fino al 1978. 
È stato anche membro del gruppo folk-rock Magna Carta per un album, Midnight Blue del 1981. Dopo l'uscita di questo album, i Magna Carta si sciolsero per diversi anni.
L'anno successivo, il 1982, Burgess fu per un breve periodo membro dei Jethro Tull, sostituendo Gerry Conway, e facendo tour in Europa e Nord America con la band. È stato il batterista dell'album della London Symphony Orchestra A Classic Case, che includeva anche il resto degli attuali membri dei Jethro Tull. Burgess fu sostituito da Doane Perry nel 1984.
Successivamente si riunì ai 10cc per il loro tour del 1983, mentre nel 1984, Burgess divenne un membro del gruppo progressive rock Camel, sostituendo Stuart Tosh, che era stato anche un membro dei 10cc. Rimase per un album in studio (Stationary Traveller) e un album dal vivo (Pressure Points: Live in Concert) prima che la band si sciogliesse nel 1985.
Più o meno nello stesso periodo, Burgess era il batterista turnista (anche se non un membro ufficiale della band) per la band pop The Colourfield, suonando la batteria praticamente in tutte le tracce del loro LP di debutto del 1985, Virgins & Philistines.
Durante la fine degli anni '80, Burgess ha anche lavorato dal vivo con una serie di artisti tra cui  Alvin Stardust e la cantante disco Gloria Gaynor.
Nel 1990, Burgess sostituì il batterista Zak Starkey  nella band rock new-wave The Icicle Works. Ha registrato un album, Permanent Damage nel 1990, prima che il gruppo si sciogliesse.

## Discografia

### Solista
- 2000 - Emporio